# Peter Hocken
Peter Hocken (ur. 22 czerwca 1932, zm. 10 czerwca 2017) – brytyjski duchowny katolicki, historyk badający rozwój Katolickiej Odnowy Charyzmatycznej i ruchu pentekostalnego w XX wieku.
Hocken przyjął święcenia kapłańskie w Kościele katolickim w diecezji Northampton w 1964. W latach 1968–1976 prowadził wykłady z teologii moralnej w Oscott College w Birmingham. W latach 1976–1996 przebywał w Gaithersburgu w Stanach Zjednoczonych w ekumenicznej wspólnocie charyzmatycznej Mother of God Community. Przebywając w Waszyngtonie teolog regularnie publikował na łamach wydawanego przez wspólnotę magazynu The Word Among Us. W 1984 doktoryzował się w Wielkiej Brytanii na podstawie pracy dotyczącej rozwoju ruchu charyzmatycznego. W 1997 powrócił do Anglii. W latach 1997–2001 był kapelanem biskupa Northampton. W 2001 został prałatem. W ostatnich latach przed śmiercią w czerwcu 2017 r. ks. Hocken mieszkał w Hainburgu w Austrii.
Duchowny jest związany z ruchem charyzmatycznym od 1971. Pełnił funkcję sekretarza Towarzystwa Studiów nad Pentekostalizmem (ang. Society for Pentecostal Studies) w latach 1988-1997.
W swoich badaniach zajął się m.in. rozwojem ruchu oazowego zapoczątkowanego w Polsce przez ks. Franciszka Blachnickiego. Teolog wielokrotnie gościł w Polsce na zaproszenie katolickiego stowarzyszenia En Christo.